# Allotinus eurytanus
Allotinus eurytanus är en fjärilsart som beskrevs av Hans Fruhstorfer 1913. Allotinus eurytanus ingår i släktet Allotinus och familjen juvelvingar. Inga underarter finns listade i Catalogue of Life.